# دهستان صفاخانه
صفاخانه، دهستانی از توابع بخش مرکزی شهرستان شاهین دژ واقع در استان آذربایجان غربی است.
مرکز این دهستان، روستای صفاخانه است. این دهستان در جنوب و جنوب شرق شهرستان شاهین دژ قرار دارد. اکثریت مردم این دهستان کرد بوده و به زبان کردی سورانی صحبت می‌کنند، و از نظر مذهب بیشترشان سنی هاوره عابدی بزرگ  ترین فرد سرشناس این روستا است.

## جمعیت
طبق سرشماری سال ۱۳۸۵، تعداد ۱۵۷۵ خانوار شامل ۷۹۷۰ نفر در این دهستان ساکن بوده‌اند که از این تعداد ۳۹۲۶ نفر مرد و ۴۰۴۴ نفر آن‌ها زن  هاوره عابدی پادشاه انجا بود

## موقعیت
دهستان صفاخانه یکی از دهستان‌های بخش مرکزی شهرستان شاهین‌دژ است و در جنوب این شهرستان قرار دارد. این دهستان از جنوب با استان کردستان از غرب با شهرستان بوکان، از شرق با شهرستان تکاب و از شمال با دهستان هولاسو از توابع بخش مرکزی شهرستان شاهین‌دژ مرتبط است. مرکزیت این دهستان، روستای صفاخانه است. این روستا در ۳۸ کیلومتری جنوب‌شرقی شهر شاهین‌دژ و همچنین در ۵۰ کیلومتری جنوب‌شرقی بوکان واقع شده‌است. علی‌رغم فاصله مسافتی کمتر با شاهیندژ، مردم این دهستان به لحاظ فرهنگی، زبانی و مذهبی با شهرستان بوکان همگونی بیشتری دارند و به دلیل همین نزدیکی فرهنگی و تعاملات اجتماعی، در سال‌های گذشته خواستار الحاق به شهرستان بوکان بوده‌اند.